# Real de Catorce
 (août 2012).
Si vous disposez d'ouvrages ou d'articles de référence ou si vous connaissez des sites web de qualité traitant du thème abordé ici, merci de compléter l'article en donnant les références utiles à sa vérifiabilité et en les liant à la section « Notes et références ».
Real de Catorce est un village, d'environ 1400 habitants, situé dans le désert de San Luis Potosí, au Mexique. Le nom complet est Real de Minas de Nuestra Señora de la Limpia Concepción de Guadalupe de los Álamos de Catorce.

## Histoire
Fondé en l'an 1639, il se situe à une altitude de 2 750 mètres dans la sierra de Catorce. Pour y accéder, il faut franchir le tunnel Ogarrio, long de 2,5 km, passage où deux véhicules ne peuvent se croiser. Real del Catorce a été un lieu célèbre, quasi mystique, pour les Mexicains[réf. nécessaire].
Il existe plusieurs explications quant à l'origine de son nom, qui associe le nombre « quatorze » (catorce) et l'adjectif « royal » (real) : une dynastie de quatorze rois, les fondateurs du village qui seraient quatorze bandits, quatorze militaires espagnols, quatorze religieux, ou encore le nombre de trésors cachés par Pancho Villa dans ces lieux…
C'est économiquement l'emplacement d'une importante mine d'argent, religieusement le lieu de pèlerinage à la Purisma Conception.

## Dans la culture
Toujours est-il que Real del Catorce a inspiré les poètes et les écrivains. C'est le lieu que choisit Jacques Guyonnet  pour y mourir, c'est le lieu de l'initiation de Cesare Battisti[réf. nécessaire]. Real del Catorce, marqué par la culture des Indiens Huicholes, est mis en scène par Battisti dans son roman Buena Onda sorti en 1996 chez Gallimard. Aujourd'hui ce lieu est rénové mais aussi banalisé par des promoteurs et autres hommes d'affaires.